# Maike Kühl
Maike Kühl (* 1. Mai 1976 in München) ist eine deutsche Kabarettistin und Schauspielerin.

## Leben
Nach einem Journalistikstudium an der Ludwig-Maximilians-Universität München absolvierte Kühl eine  Schauspielausbildung an der Otto-Falckenberg-Schule in München sowie einen  Schauspielworkshop an der Filmakademie Baden-Württemberg.
Seit 2006 gehört Kühl zum festen Ensemble des Kom(m)ödchens in Düsseldorf. Ab 2015 spielte sie neben Sebastian Pufpaff und Hannes Ringlstetter in der ARD-Show 3. Stock links. Die Kabarett-WG. Seit 2019 war sie öfter zu Gast in der ZDF-Satiresendung Die Anstalt. Seit dem 11. Juni 2024 ist Kühl, neben Claus von Wagner und Max Uthoff, drittes Mitglied im Team der Anstalt. Dort hat sie die Möglichkeit, als Autorin an ganzen Sendungen mitzuschreiben und auch ihre feministischen Themen einzubringen.

## Engagements
- Münchner Kammerspiele (1999)
- Stadttheater Bern (2001)
- Theater St. Gallen (2002–2004)
- Stadttheater Konstanz (2004)
- Theater am Sachsenring, Köln (2005)
- Kom(m)ödchen (seit 2006)

## Preise
- Leipziger Löwenzahn 2009 (an das gesamte Ensemble des Kom(m)ödchens)
- Theaterpreis der Düsseldorfer Volksbühne 2010
- Monica-Bleibtreu-Preis der Privattheatertage Hamburg 2012

## Veröffentlichungen
- DVD „Couch. Ein Heimatabend“ (2006), mit Heiko Seidel, Maike Kühl und Christian Ehring
- DVD „Sushi. Ein Requiem“ (2009), mit Heiko Seidel, Maike Kühl und Christian Ehring
- DVD „Freaks. Eine Abrechnung“ (2011), mit Heiko Seidel, Maike Kühl und Christian Ehring